# Obere Druckerei (Bern)

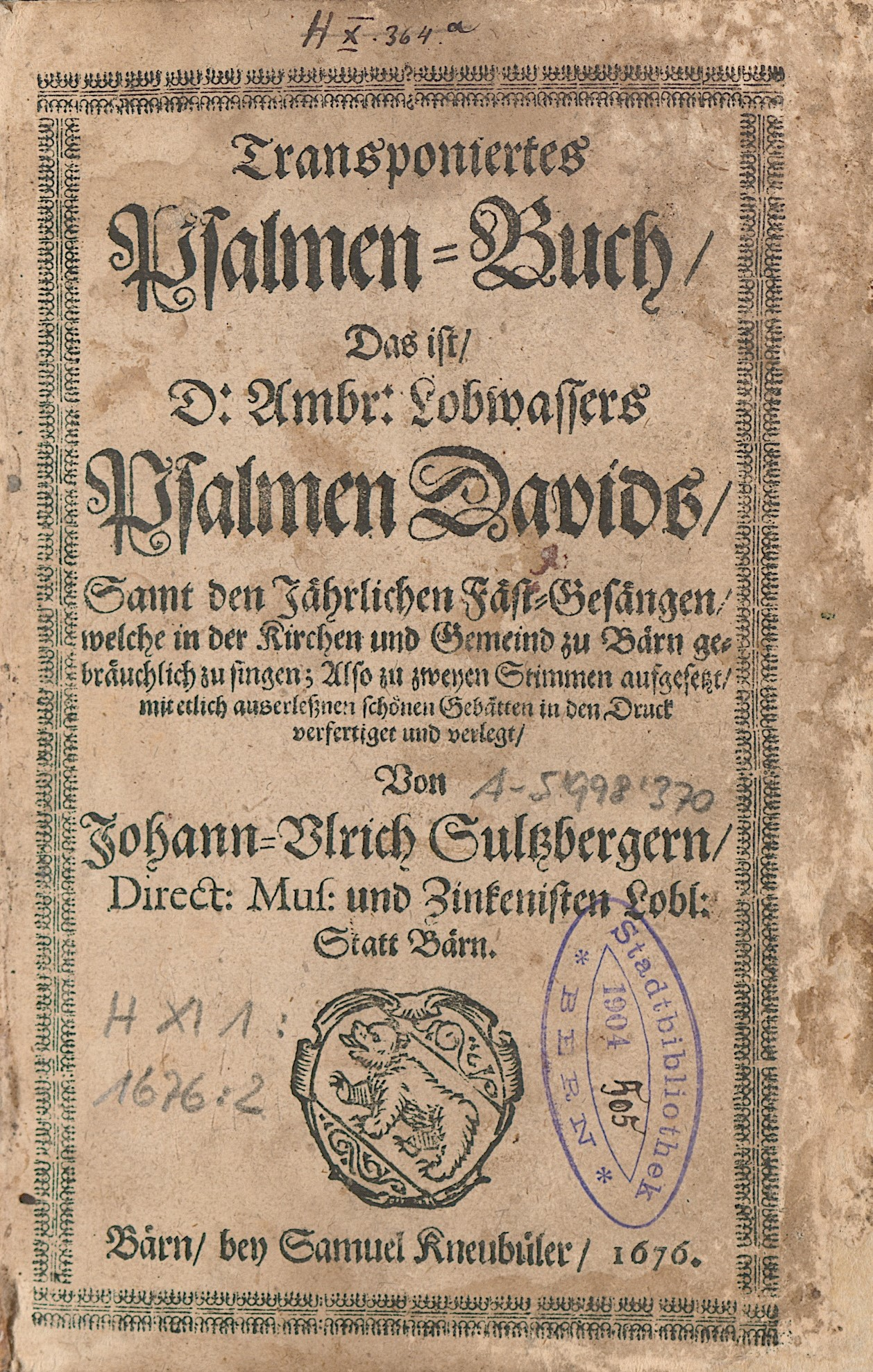
Transponiertes Psalmen-Buch, das ist, D. Ambr. Lobwassers Psalmen Davids : samt den jährlichen Fäst-Gesängen, welche in der Kirchen und Gemeind zu Bärn gebräuchlich zu singen / also zu zweyen Stimmen aufgesetzt, mit etlich auserlessnen schönen Gebätten in den Druck verfertiget und verlegt, von Johann-Ulrich Sultzbergern, Direct. Mus. und Zinkenisten Lobl. Statt Bärn (1676)

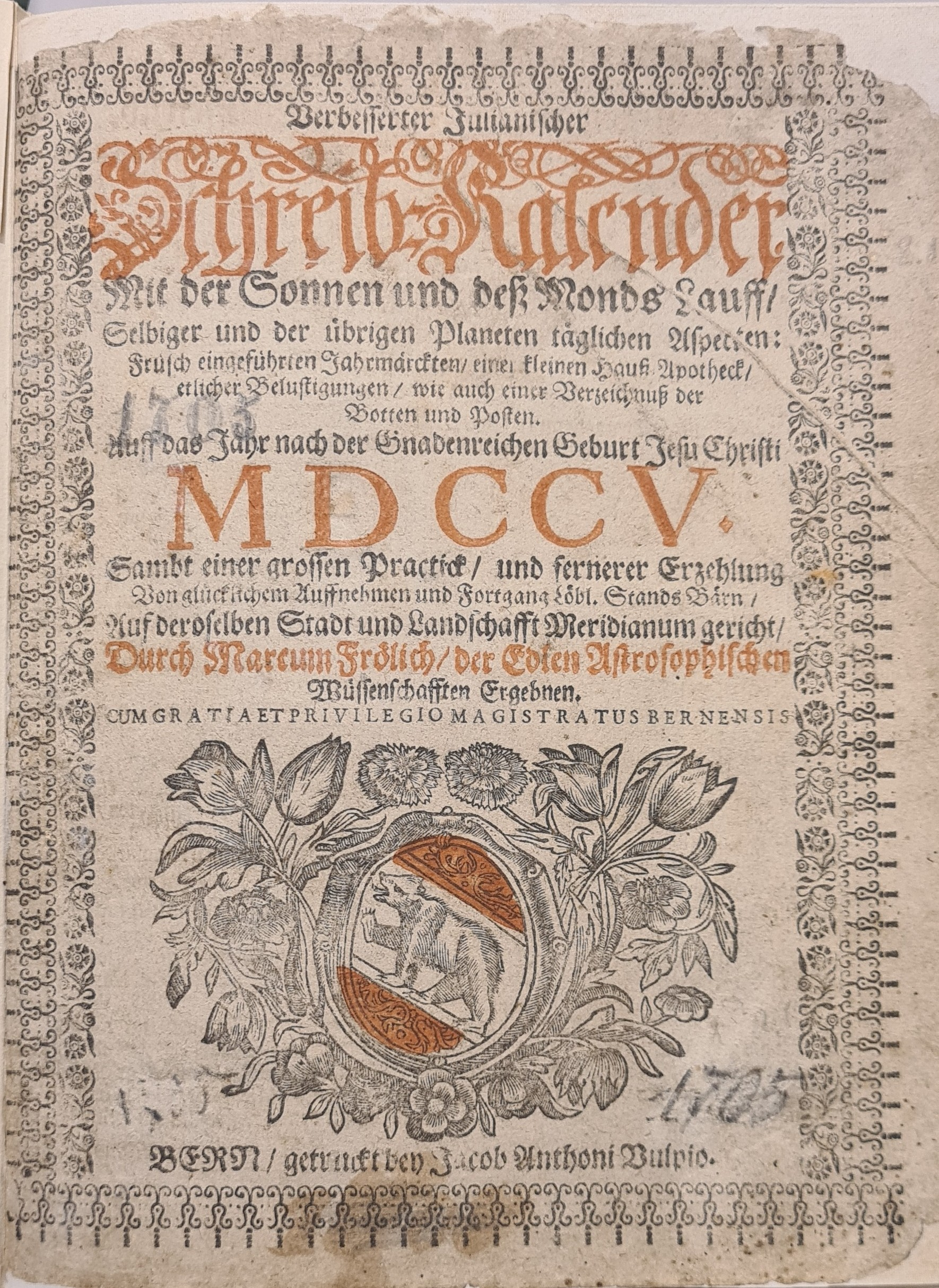
Schreibkalender von Jacob Anthon Vulpius (1705)

Die Obere Druckerei (zeitweise auch Hortinische Druckerei oder Typis Hortinianis) an der Zeughausgasse in Bern war eine von 1675 bis 1798 existierende Druckerei.

## Geschichte
Der Buchdrucker Samuel Kneubühler erhielt 1675 vom bernischen Rat die Erlaubnis, ausserhalb Berns eine Zeitungs- und Kalenderdruckerei zu betreiben. Nachdem er seine Druckerei anfänglich in Bolligen betrieben hatte, verlegte er 1676 seinen Betrieb an die Zeughausgasse in Bern. Damit begründete er die sogenannte Obere Druckerei (im Gegensatz zur bestehenden Obrigkeitlichen Druckerei weiter unten in der Stadt). Das Sortiment umfasste Psalter, biblische Texte, Zeitungen und Kalender. Der früheste Kalender ist für das Jahr 1678 belegt.
Nach Kneubühlers Tod führte seine Witwe Katharina Kneubühler die Druckerei weiter. Im Auftrag des Postpächters Beat Fischer druckte sie von 1687 bis 1688 die  Donnerstägliche Post- und Ordinari-Zeitung 1690 gab sie unter dem Titel Menschlich Alter-Calender einen weiteren Schreibkalender im Quartformat heraus. Mit Gabriel Thormann, dem Konzessionär der Obrigkeitlichen Druckerei, hatte sie Streitigkeiten, die der Kleine Rat zu Ungunsten der Oberen Druckerei beilegte. Indem Kneubühler den Druckergesellen Hans Jakob Schmidt geheiratet hatte, verlor sie die Druckerlaubnis und war gezwungen, die Druckerei 1690 an den Buchbinder Jacob Anthoni Vulpius zu verkaufen. Dieser erweiterte das Kalendersortiment spätestens 1694 um einen Kalender im Taschenformat mit dem Titel Alter und Neuer Schreibkalender [...] Eine kleine Practick [...] Bärn Bey Jacob Anthoni Vulpi.
1707 verkaufte Vulpius die Druckerei an die beiden Juristen Niklaus Emanuel Haller (1672–1721) und Franz Rudolf Fels (1675–1758). Vielleicht um 1711/1712 begannen Haller und Fels mit der Produktion der Berner Variante des Kalenders Hinkende Bot.
Der aus der 1574 in Bern eingebürgerten Theologenfamilie Hortin stammende Emanuel Hortin (1704–1777) übernahm 1725 den Druckereibetrieb. Sein Sohn Victor Emanuel Hortin führte die Druckerei ab 1767 weiter, bis er 1769 verstarb. Seine Witwe, Margaretha Elisabeth Hortin geb. König (1741–1810) druckte bis 1784 weiter. Rudolf Albrecht Haller (1739–1800), Enkel des erwähnten Niklaus Emanuel Haller, arbeitete mehrere Jahre bei Daniel Brunner in der Obrigkeitlichen Druckerei und erhielt 1783 das Privileg für den Druck der Kalender und Regimentbüchlein.
1795 ging dieses Privileg zurück an Daniel Albrecht Emanuel Hortin (1765–1814), Sohn des Victor Emanuel und der Margaretha Elisabeth Hortin. 1799 gingen die Privilegien an Rudolf Albrecht Hallers Sohn Ludwig Albrecht Haller (1773–1837), der 1814 obrigkeitlicher Buchdrucker wurde und im selben Jahr das Kalenderprivileg tauschweise an die Witwe Stämpfli abgab. Die Obere Druckerei stellte 1798 ihren Betrieb ein.

## Inhaber
| - Samuel Kneubühler, 1675 bis 1684 - Katharina Kneubühler, 1684 bis 1690 - Jacob Anthon Vulpius, 1690 bis 1707 - Niklaus Emanuel Haller und Franz Rudolf Fels, 1707 bis 1725 - Emanuel Hortin, 1725 bis 1767 - Victor Emanuel Hortin, 1767 bis 1769 - Margaretha Elisabeth Hortin, 1769 bis 1784 - Daniel Albrecht Emanuel Hortin, 1782 bis 1798 |